# ソユーズMS-23
ソユーズMS-23は、ソユーズMS宇宙船を新しい宇宙船に交換してソユーズMS-22で打ち上げられた3名のクルーが搭乗して着陸するために、無人で2023年2月24日にバイコヌール宇宙基地から国際宇宙ステーションに向けて打ち上げられたソユーズ宇宙船。

## 背景
ソユーズMS-22の冷却機に、微小隕石の衝突による直径0.8mmの穴が開いたことから、ソユーズMS-22の安全性が疑問視されることになった。そこでソユーズ32号のように無人でMS-22を帰還させ、代わりにソユーズ34号同様に無人のMS-23が打ち上げられた。無人で打ち上げられたものの、プログレスMS同様に与圧区画に搭載した430kgの補給品を輸送した。
MS-23がISSにドッキングするまでは、スペースX Crew-5が非常の場合にMS-22のクルーを帰還させるオプショとしてみなされていた。これは、スペースXが当初クルードラゴンに7名同時に搭乗することを前提に設計したことから可能となる。これらの理由から、国際宇宙ステーションのミッション管理チームはNASAの宇宙飛行士フランシスコ・ルビオの座席の内張を、ルビオが緊急避難のために宇宙ステーションから地球に戻る必要が発生した場合に備えて救命ボート機能を確保するために、ソユーズMS-22宇宙船からクルードラゴン・エンデュランスに変更することを決定した。内張は2023年1月17日に移され、設置と設定は2023年1月18日のほぼ全日を要した。2機のソユーズ間での座席内張の交換は過去にも行われたが、ソユーズからクルードラゴンへの交換は初めてだった。この変更によって、MS-22宇宙船内部の熱負荷が減少してクルー保護能力が向上したので、非常時にはプロコピエフとペテリンががMS-22で地球に帰還することも可能となった。スペースX Crew-5離脱後は、Crew-6宇宙カプセルも緊急避難としてクルーを戻すために機能するように設計されている。
2023年2月26日にMS-23が宇宙ステーションに到着してからは、ルビオの座席内張は新しいソユーズに移され、セルゲイ・プロコピエフとドミトリー・ペテリンの座席内張はソユーズで帰還するために3月2日にMS-22からMS-23に移された。

## クルー

### 当初の計画
2021年5月に、当初3名のロシア人クルーがこのミッションに指名されていた。アメリカ人宇宙飛行士ローラル・オハラが、少なくともそれぞれ1名のNASAの飛行士と、ロスコスモスの飛行士を各クルー交代ミッションで維持するためのソユーズ＝ドラゴン・クルー入れ替えシステムの一環としてアンドレイ・フェジャーエフと交代した。このシステムは、ステーション上の両国の存在と、ソユーズないし商業乗員輸送機が予定外に地上に留まった場合にも別々のシステムの維持能力を保証するものである。
| 地位                  | 打ち上げ機乗組員                                                    | 着陸機乗組員                                                       |
| --------------------- | ------------------------------------------------------------------- | ------------------------------------------------------------------ |
| 指揮官                | オレグ・コノネンコ, ロスコスモス 第68/69次長期滞在 5回目の宇宙飛行  | オレグ・コノネンコ, ロスコスモス 第68/69次長期滞在 5回目の宇宙飛行 |
| 第1ライトエンジニア   | ニコライ・チュブ, ロスコスモス 第68/69/70次長期滞在 1回目の宇宙飛行 | ローラル・オハラ, NASA 第68/69次長期滞在 1回目の宇宙飛行           |
| 第2フライトエンジニア | ローラル・オハラ, NASA 第68/69次長期滞在 1回目の宇宙飛行            | マリナ・ヴァシェフスカヤ 1回目の宇宙飛行                           |

### 予備クルー
| 地位                  | 乗組員                               | 乗組員                               |
| --------------------- | ------------------------------------ | ------------------------------------ |
| 指揮官                | アレクセイ・オヴチニン, ロスコスモス | アレクセイ・オヴチニン, ロスコスモス |
| 第1フライトエンジニア | オレグ・プラトーノフ, ロスコスモス   | オレグ・プラトーノフ, ロスコスモス   |
| 第2フライトエンジニア | トレイシー・コールドウェル, NASA     | トレイシー・コールドウェル, NASA     |

### 新しい計画
ソユーズMS-22のクルー帰還能力が損なわれたことから、ソユーズ32号のように無人で再突入させ、MS-22のクルーを帰還させるためにソユーズ34号同様にMS-23が無人で打ち上げられた。当初の有人ミッションは遅延し、MS-24ミッションに振り替えられた。
クルー
| 地位               | 打ち上げ機乗組員 | 着陸機乗組員                                                              |
| ------------------ | ---------------- | ------------------------------------------------------------------------- |
| 指揮官             | なし             | セルゲイ・プロコピエフ, ロスコスモス 第67/68/69次長期滞在 2回目の宇宙飛行 |
| フライトエンジニア | なし             | ドミトリー・ペテリン, ロスコスモス 第67/68/69次長期滞在 1回目の宇宙飛行   |
| フライトエンジニア | なし             | フランシスコ・ルビオ, NASA 第67/68/69次長期滞在 1回目の宇宙飛行           |